# Strada nazionale 22 (Argentina)
La strada nazionale 22 (Ruta Nacional 22 in spagnolo) è una strada statale argentina che origina nella provincia di Buenos Aires, attraversa quelle di La Pampa, Río Negro e termina in quella di Neuquén.
L'unico tratto a due carreggiate è quello compreso tra Chichinales e General Enrique Godoy. È prevista la realizzazione di una seconda carreggiata tra Godoy e Arroyito.

## Descrizione
Origina dalla strada nazionale 3, nei pressi del villaggio di Argerich, a 32 km ad ovest della città bonaerense di Bahía Blanca.
Termina presso la cittadina di Zapala, nel centro della provincia di Neuquén, dove s'interseca con la strada nazionale 40.
Fino al 2004 il tracciato compreso tra la località di Las Lajas ed il valico frontaliero con il Cile di Pino Hachado, oggi classificato come strada nazionale 242, formava parte della strada nazionale 22.